# Halvar Lindholm
Halvar Axel Lindholm, född 17 augusti 1906 i Jomala, död där 27 juli 1943, var en finländsk skådespelare.

## Biografi
Lindholm genomgick 1926–1928 Svenska Teaterns elevskola och var därefter engagerad vid Svenska Teatern till sin plötsliga död, med ett kortare avbrott i Sverige 1933–1934. 
Han slog definitivt igenom 1929 som collegepojken i John van Drutens Unge Woodley. Det var ungdomligheten och omedelbarheten hos honom som fängslade i många liknande roller. Han hade en tillgång i sin apparition, som osökt påminde om den unge Gösta Ekman. Lindholm var vinnande och charmfull främst som greven i Den lilla butiken. Frigjort och trevligt utformade han sin pinnebergtyp som Larson i Melodin som kom bort. Komedin och lustspelet blev hans fack, men han gjorde även många karaktärsroller, så som Eben i Eugene O'Neills I almarnas skugga, Friedrich Schillers Don Carlos och Nathan i Farmor och vår herre.

## Teater

### Roller
| År   | Roll                     | Produktion                                                        | Regi            | Teater                       |
| ---- | ------------------------ | ----------------------------------------------------------------- | --------------- | ---------------------------- |
| 1929 | Felix Meng               | Patrasket Hjalmar Bergman                                         | Tollie Zellman  | Svenska Teatern, Helsingfors |
| 1929 | Eddy                     | Tiggaroperan (Die Dreigroschenoper) Bertolt Brecht och Kurt Weill | Nicken Rönngren | Svenska Teatern, Helsingfors |
| 1938 | Adam Albert von Neipperg | Madame Sans-Gêne Victorien Sardou och Émile Moreau                | Mia Backman     | Svenska Teatern, Helsingfors |